# Comté de Johnstone
Pour les articles homonymes, voir Johnstone.
Le comté de Johnstone était une zone d'administration locale dans le nord-est du Queensland en Australie entre les villes de Townsville et Cairns.
Les aborigènes mamus sont propriétaires de la plus grande partie du comté. Plus de 47 % du comté fait partie des Wet Tropics of Queensland.
Le comté comprenait les villes de :
- Johnstone ;
- Kurramine ;
- Mission Beach ;
- Mourilyan ;
- Mourilyan Harbour ;
- South Johnstone ;
- El Arish ;
- Flying Fish Point.

Le 15 mars 2008, il a fusionné avec le comté de Cardwell pour former la région de la Cassowary Coast.